# محمد الفاطمي الأبهري
السيد محمد بن حسين الفاطمي الأبهري (1346 هـ - 1425 هـ). هو رجل دين وفقيه شيعي إيراني معروف في الأوساط الحوزوية الشيعية من أهل أبهر والتي إليها ينسب فيقال له الأبهري، وقد ولد بأسرة متدينة إذ أنَّ والده حسين الفاطمي الأبهري كان من رجال الدين وأساتذة الحوزة آنذاك.

## نشأته العلمية
ابتدأ الأبهري بدراسته مقدمات العلوم الحوزوية في أبهر عند والده وعند حبيب الله المهدوي، وبعد سنَّة سافر إلى قم ليلتحق بالحوزة العلمية؛ فدرس هناك المنطق عند أحمد الرضواني الزنجاني، كما درس كتب المغني والمطول وشرح اللمعة الدمشقية عند صادق الفراهي الخوئي، والمكاسب عند إسحاق الآستارائي، وكفاية الأصول عند محمد المجاهدي التبريزي؛ بالإضافة إلى دراسته عند محمد حسين الطباطبائي الفلسفة وتفسير القرآن. ثم صار يحضر دروس البحث الخارج؛ فحضر دروس عبد النبي الآراكي في علم الأصول، ودروس روح الله الخميني في علم الفقه، بالإضافة إلى دروس شهاب الدين المرعشي النجفي ومحمد رضا الگلپايگاني، واشترك في هيئة الاستفتاء الخاصة بالمرجع المرعشي النجفي، وحصل على إجازات اجتهاد من كل من؛ عبد النبي الآراكي، وعبد الكريم الزنجاني، وشهاب الدين المرعشي النجفي، ومحمد كاظم الشريعتمداري.

## وفاته
كانت وفاته في السادس والعشرين من شهر شوال 1425 هـ بمدينة قم، وبها دفن.

## مؤلفاته
له بعض المؤلفات المطبوعة، والتي بعضها الآخر لا يزال مخطوطاً، ومنها:
| - رسالة توضيح المسائل. - حاشية على العروة الوثقى. - مختصر الأحكام. - مناسك الحج. | - منتخب الأحكام. - قاعدة لا ضرر. - التقريرات. تقريرات دروس أستاذه الخميني في المكاسب، وتقريرات دروس أستاذه محمد المجاهدي التبريزي في المكاسب كذلك. |